# Fëdor Vesna
Fëdor Vesna (in bielorusso Фёдар Вясна?, in russo Фёдор Весна? in polacco Fedor Wesna; ... – Vicebsk, 1393) fu un famoso falconiere del XIV secolo e signore di Vitebsk dal 1392 al 1393.
La fama di Fëdor come falconiere di successo gli fece conoscere Jogaila, il granduca di Lituania e re di Polonia, con il quale divenne grande amico. Quando Fëdor abbandonò la falconeria poco dopo il 1390, Jogaila gli concesse il titolo di duca. Dopo la morte di sua madre Uliana di Tver' nel 1392, che era l' principessa di Vicebsk, Jogaila abolì il principato e sollecitò Fëdor a governare quelle terre. Poiché Fëdor Vesna non apparteneva alla dinastia dei Gediminidi né tanto meno aveva alle spalle un lignaggio nobile, la sua nomina fu male accolta nel Granducato e lo rese un facile bersaglio per le ambizioni dei rivali. 
Quando nel 1392 si concluse la guerra civile lituana, Jogaila consentì al cugino Vitoldo del ruolo di reggente della Lituania, con la promessa che gli sarebbe stato sottoposto. In questo contesto, mentre a Vitoldo venivano restituiti i suoi antichi possedimenti, Švitrigaila, fratello minore di Jogaila, addusse come pretesto la morte di sua madre Uliana di Tver' e reclamò che gli fosse assegnata, a titolo di eredità, la città di Vicebsk. Si precipitò dunque verso la destinazione e, «mosso da una brutalità che contraddistinguerà tutte le sue vicende [politiche]», ne catturò Fëdor Vesna per poi condannarlo a morte. Švitrigaila fu poi raggiunto da Vitoldo e neutralizzato, venendo spedito come prigioniero a Cracovia, alla corte di Jogaila, per tre anni.